# Nick Knight – Der Vampircop
Nick Knight – Der Vampircop (Forever Knight) ist eine kanadische Fernsehserie, die erstmals von 1992 bis 1996 in den USA ausgestrahlt wurde.
Sie basiert auf dem US-amerikanischen Fernsehfilm mit dem Titel Midnight Cop (Nick Knight) (1989) und handelt von dem über 800 Jahre alten Vampircop Nick Knight, der so gut wie unverwundbar ist – lediglich Feuer kann ihn töten. Dennoch träumt er davon, wieder sterblich zu sein, um normal leben zu können. Als Polizist klärt er zusammen mit seinem Partner Schanke seltsame und rätselhafte Todesfälle auf. Dadurch will er sein Gewissen beruhigen und so für seine Morde und Verbrechen büßen.

## Figuren
Nicolas „Nick“ Knight wurde vor über 800 Jahren in Frankreich als Nicolas de Chavallier geboren. Aus Liebe zu Janette du Charme wurde er im 13. Jahrhundert zum Vampir. Beider Meister ist Lucien LaCroix, dessen Rivale Nick Knight werden wird.

Um seine Schuld an der Menschheit wieder gut zu machen, fängt Knight im kanadischen Toronto bei der Mordkommission an, nachdem er als „Bombenopfer“ in der Leichenhalle wiedererwacht und dort die Polizeiärztin Natalie Lambert kennen- und lieben lernt. 

Nick Knight will seine Sterblichkeit wieder erlangen und so versucht er mit Hilfe Lamberts, diese durch verschiedene Hilfsmittel, aber auch mit Magie und Aberglaube zu erlangen. Aufgrund einer angeblichen „Sonnenallergie“ lässt sich Knight in die Nachtschicht versetzen und lernt eines Abend Donald „Don“ Schanke kennen, der sein Partner wird.

Nick Knight fällt in ein tiefes Loch, als sein Partner Schanke bei einem Flugzeugabsturz ums Leben kommt. Sein neuer Partner wird Detective Tracy Vetter, die – im Gegensatz zu den übrigen Kollegen – um Knights wahre Natur weiß: Sie lernte bei ihrer Arbeit den spanischen Vampir Vachon kennen, von dem sie weiß, dass er mit ihrem Partner bekannt ist.

Bei einer Festnahme eines geistig Verwirrten wird Tracy Vetter angeschossen und verstirbt wenig später im Krankenhaus. Nick Knight gibt sich die Schuld an diesem Unglück und will die Stadt zusammen mit LaCroix verlassen, da wird er von Natalie Lambert gebeten, dass er sie zum Vampir macht; sie gesteht ihm ihre Liebe und auch Nick Knight muss sich eingestehen, dass er sich in die Ärztin verliebt hat. Doch beim Versuch, Natalie auf die andere Seite zu holen, tötet Nick Knight sie versehentlich in seiner Wohnung; er bittet schließlich den herbeikommenden Lucien LaCroix, dass er ihn ebenfalls tötet. Dieser kommt seinem Wunsch widerstrebend nach und pfählt seinen einstigen Schüler.
Detective Donald „Don“ Schanke ist der Partner von Nick Knight. Er ist mit Myra verheiratet und hat mit dieser eine gemeinsame Tochter, Jenny. Schanke ist ein absoluter Fernsehfreak, dessen Lieblingsserie Bezaubernde Jeannie (I Dream of Jeannie) ist, außerdem liebt er – zum Leidwesen seines Partners – Souvlaki mit viel Knoblauch.

Anfänglich arbeiten Knight und er nur widerwillig zusammen. Doch nach und nach entwickelt sich zwischen beiden eine echte Freundschaft. Don Schanke wird jedoch nie erfahren, dass sein Partner ein Vampir ist. Doch eines Tages stand er kurz davor, diesen zu enttarnen, als Knight ihm bei einer Schießerei das Leben rettet. Doch LaCroix lenkt Schankes Gedanken während eines Gespräches über Nick Knight wieder in die richtigen Bahnen.

Als Don Schanke jedoch bei einem vermeintlichen Flugzeugabsturz ums Leben kommt, entpuppt sich dieser schnell als Terroranschlag.
Dr. Natalie Lambert ist Gerichtsmedizinerin und (neben Tracy Vetter) die einzige Person, die Nick Knights wahres Wesen kennt. Die Ärztin gerät mehrmals in Gefahr, aus der sie durch Knight gerettet werden muss. So lässt sie sich beispielsweise mit einem Vampir ein, ohne dieses zu erahnen.

Natalie Lambert unterstützt Nick Knight in seinem Wunsch, seine Sterblichkeit wieder zu erlangen und verliebt sich in den Vampir.

Als ihre beste Freundin Selbstmord begeht, verlangt sie von Nick Knight, dass er sie zum Vampir macht. Doch bei dessen Versuch, sie auf die andere Seite zu holen, stirbt Natalie Lambert, da Nick Knight seinen Blutdurst nicht kontrollieren konnte.
Lucien LaCroix ist ein 1917 Jahre alter Vampir, der beim Untergang von Pompej durch seine damals 12-jährige Tochter Dalia auf die andere Seite geholt wurde. Der einstige Feldherr der Römer macht im 11. und 13. Jahrhundert Janette du Charme und Nicolas de Chavallier zu Vampiren. Während LaCroix und Janette ihr sorgenloses Leben als Vampire genießen, hatte Nicolas noch einen Rest an Menschlichkeit bewahrt.

Nach ihrer Trennung steigt LaCroix in Toronto zum ewigen Rivalen Nick Knights auf, und er versucht, diesen wieder auf die vermeintlich richtigen Seite, der Bösen, zu ziehen. Unter dem Namen „NightCrawler“ moderiert LaCroix schließlich eine nächtliche Talk-Show, als ihm Janette du Charme ihre Bar „The Raven“ überschreibt. Sie müsse die Stadt verlassen, erklärt sie diesem.

Eines Abend taucht Dalia, LaCroixs Tochter, in der Stadt auf und beginnt zielstrebig, LaCroix Kinder, das heißt, die Vampire der Stadt, zu ermorden. Sie will Rache an ihrem Vater nehmen, da dieser sie einst in Ägypten getötet und allein zurückgelassen hat. Doch ihr Geist hatte in einem Sarkophag überlebt und materialisiert sich, als Grabräuber diesen öffnen. Gemeinsam mit Nick Knight gelingt es ihm, seine Tochter nun endgültig zu zerstören.

Wenig später gesteht ihm Nick Knight, dass er in ihm seinen besten und engsten Freund sähe und bittet ihn, ihn zu töten, nachdem sein Versuch, Natalie Lambert zum Vampir zu machen, gescheitert und diese gestorben war.
Janette du Charme ist der Grund, warum Nick Knight im 13. Jahrhundert zum Vampir wurde. Sie selbst ist seit 1028 auf der anderen Seite und ist in vielem ihrem Meister LaCroix ähnlich. Doch im Gegensatz zu diesem ist sie nicht wirklich böse, sondern hat lediglich keine Skrupel, die Vorteile des Vampirseins für sich auszunutzen.

Janette macht Knight mit LaCroix bekannt. Als sie den Vampirclub „The Raven“ eröffnet, sind Nick und LaCroix regelmäßige Gäste. Auch Don Schanke, Nicks Partner, ist einige Male in der Bar, nichts ahnend, dass es für ihn dort mehr als gefährlich ist. Aber Janette hat eine gewisse Schwäche für Schanke und hilft diesem mehrmals aus der Patsche.

Janette du Charme überschreibt „The Raven“ letztendlich an LaCroix, da sie die Stadt verlassen muss: Sie hatte sich in einen Sterblichen verliebt, der schließlich von der Mafia ermordet wird. Doch durch ihre Liebe zu dem Menschen erlangt Janette schließlich die Sterblichkeit wieder und wird kurz darauf ebenfalls von der Mafia ermordet.
Detective Tracy Vetter ist die Tochter des Polizeichefs und Nick Knights neue Partnerin. Ursprünglich nur als Don Schankes Urlaubsvertretung geplant, wird sie nach dessen Tod die feste Partnerin des Vampirs.

Bei ihren Ermittlungen zum Flugzeugunglück, bei dem Don Schanke ums Leben kam, stellt sich schnell heraus, dass es ein Attentat war. Sie lernt den Vampir Vachon kennen und verliebt sich in diesen. Tracy ist neben Natalie Lambert der einzige Mensch in Nick Knights Umgebung, der weiß, wer und was dieser ist. Beim gemeinsamen Versuch mit Knight, einen geistesgestörten Verbrecher im Keller des Präsidiums zu verhaften, wird Tracy Vetter angeschossen und verstirbt wenig später.

## Auszeichnungen
- 1992 wurde Peter Harper für den besten Tonschnitt in einer Fernsehserie von den Motion Picture Sound Editors für den Golden Reel Award nominiert.
- 1993 gab es fünf Nominierungen bei den Gemini Awards.
- 1994 gab es drei Nominierungen bei den Gemini Awards.
- 1996 gewann Nigel Bennett als bester Nebendarsteller in einer dramatischen Fernsehserie bei den Gemini Awards. In drei weiteren Kategorien gab es Nominierungen.
- 1997 folgten zwei weitere Nominierungen für diesen kanadischen Fernsehpreis.

## Hintergründe
Gedreht wurde in Toronto und Uxbridge in Ontario.
Geraint Wyn Davies spielte in der Serie Airwolf II den Major Mike Rivers, in „Robocob: Prime Directives“ den Antagonisten Kaydick und bei dem Horrorfilm Cube 2: Hypercube einen der Insassen des Würfels, Simon Grady.
Nigel Bennett spielte bei PSI Factor die Rolle des zwielichtigen O.S.I.R. Chefs Frank Elsinger und in der Serie „Lexx - The Dark Zone“ die Rolle des Prince.
John Kapelos spielte auch schon im Fernsehfilm von 1989 die Rolle des Detective Don Schanke.